# رافييل منشوفسكي
رافييل منشوفسكي (1580 – 1644) كان محاميًا وكاتبًا بوهيميًا، وقد حمل العديد من المناصب السكيرتارية، والدوبلوماسية، القضائية في أيام فرديناند الثالث إمبراطور الرومانية المقدسة، وغيره ممن تولوا زمام الأمور في الإمبراطورية الرومانية. كان رافييل أيضًا عالم تعمية، وهو متصل بلغز مخطوطة فوينيتش.

## وصلات خارجية
- مخطوطة فوينيتش وسير الشخصية المتعلقة بها.